# 15150 Salsa
15150 Salsa è un asteroide della fascia principale. Scoperto nel 2000, presenta un'orbita caratterizzata da un semiasse maggiore pari a 2,2564930 UA e da un'eccentricità di 0,1538934, inclinata di 3,92775° rispetto all'eclittica.